# 丁超五

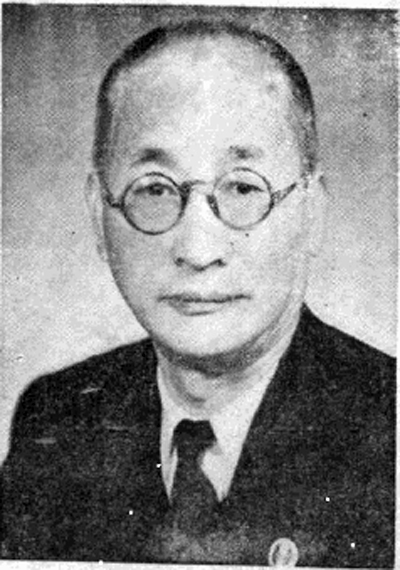
《中国当代名人传》中的丁超五照片

丁超五（1883年12月16日—1967年12月5日），名得心，号立夫，男，福建邵武人，中华民国及中华人民共和国政治人物。第二、三、四届全国政协委员。

## 生平

### 国会议员
丁超五生于清朝光绪九年十月二十九日（1883年12月16日）。自幼入庠。1903年中秀才。1905年，入基督教会在邵武开办的汉美书院，后转学福州格致书院，1910年毕业。1911年，任教于邵武中学堂，其间经新任邵武县知事林扬光介绍加入中国同盟会。1912年8月，中国同盟会改组为国民党后，丁超五先后当选为福建省议会议员、中华民国第一届国会众议院议员。
1913年，丁超五来到北京出席国会。得知宋教仁在上海遇刺身亡与当政者有牵连之后，在国会上提出质询，抨击袁世凯。1913年11月，袁世凯解散国会，取消丁超五等国民党籍议员的资格。此后，丁超五“仍与各省同志暗中联络”，反对袁世凯。
1916年6月，袁世凯逝世，黎元洪继任大总统，恢复《中华民国临时约法》，重开国会，丁超五仍为国会众议院议员。1917年，段祺瑞指使北洋军解散国会，废弃临时约法，丁超五追随孙中山南下护法。同年9月，在广州参加广州国会非常会议，孙中山任中华民国军政府陆海军大元帅。10月，丁超五被任命为大元帅府参议，支持孙中山派粤军援闽。
此后至1920年的三年之间，丁超五在福建、广东、上海间奔走，为粤军在福建的发展作出了贡献。1921年，孙中山当选非常大总统，丁超五被任命为中国国民党本部特设办事处福建主盟人。1922年到1923年，丁超五先后出席国会，反对黎元洪非法复职，拒绝曹锟贿选等等。

### 国民党左派
1923年冬，中国国民党召开改组会议，丁超五被孙中山指定为出席中国国民党第一次全国代表大会的福建代表之一。7月，孙中山任命丁超五为陆海军大元帅大本营谘议。 1926年1月，丁超五参加在广州举行的中国国民党第二次全国代表大会，赞成大会重申孙中山制定的联俄、联共、扶助农工的“三大政策”、国民党一大宣言、反帝反封建革命纲领，并且通过了《弹劾西山会议决议案》，当选为中国国民党第二届中央候补执行委员。会后，参与准备北伐，被派为中央特派员，潜赴厦门秘密活动。12月，国民革命军东路军攻占福州后，丁超五抵达福州，任中国国民党福建省党部筹备处主任，兼福建省临时政治会议委员、政务委员会委员。

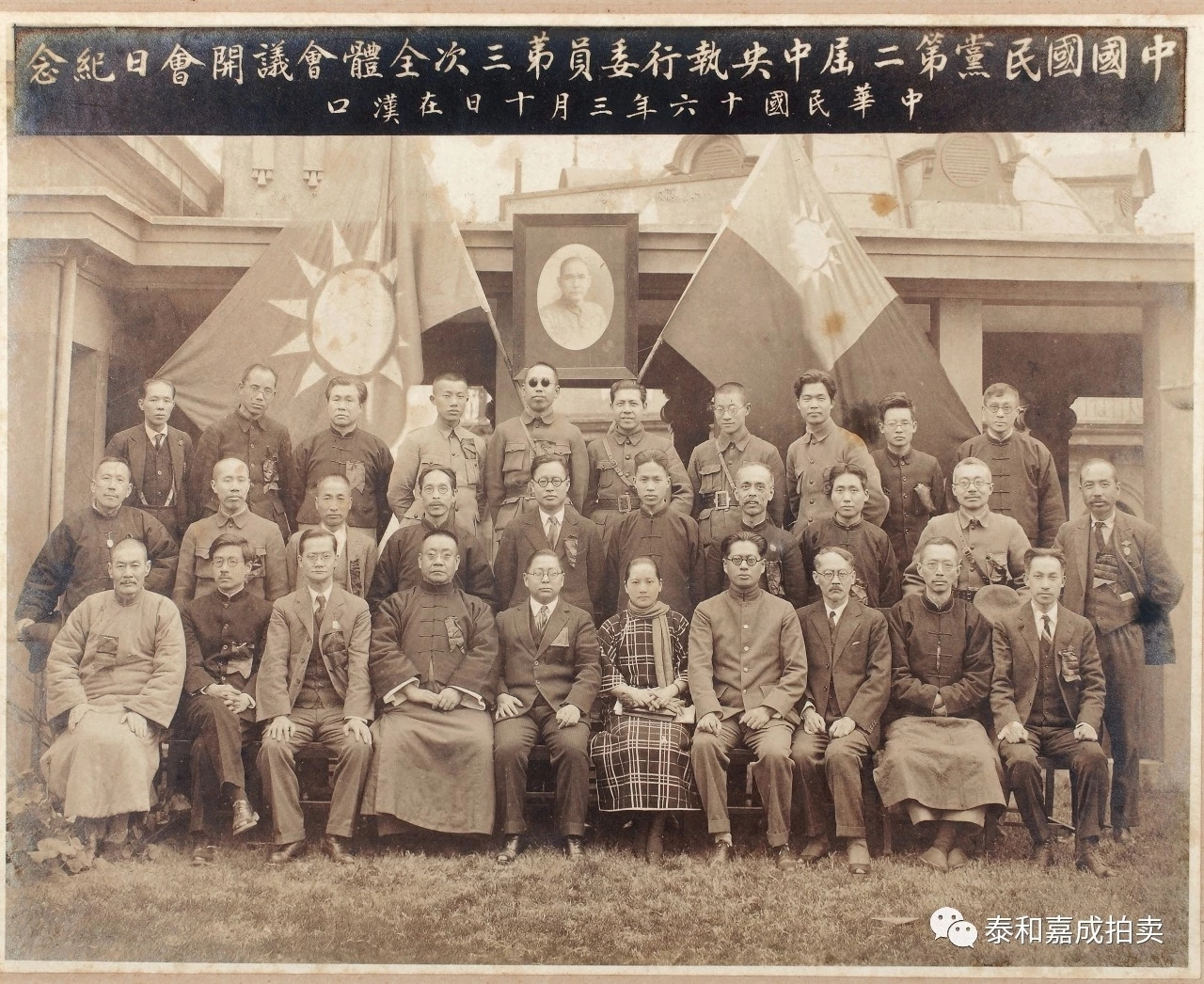
國民黨二屆三中全會代表合影：前排右起：吳玉章、經亨頤、陳友仁、宋子文、宋慶齡、孫科、譚延闓、徐謙、顧孟余、丁惟汾；第二排右起：朱霽青、林伯渠、毛澤東、彭澤民、于樹德、陳其瑗、鄧懋修、丁超五、董必武、江浩；後排右起：謝晉、許蘇魂、鄧演達、惲代英、陳公博、詹大悲、夏曦、王法勤、王樂平、周起剛。

1927年3月，丁超五赴武汉出席中国国民党二届三中全会。经其与中国共产党人、中国国民党左派努力，此次全会坚持了三大政策，反对蒋介石进行军事独裁。当时，福州的部分中国国民党右派人士发动了“四·三”清党，攻击丁超五为“左派分子”、“恶化分子”，要打倒丁超五，丁超五不为所动。丁超五不满中国国民党屠杀中国共产党党员及群众，认为应与中国共产党保持友好。其间，南京的中国国民党中央鉴于福建省内派系斗争激烈，派张群及丁超五等人赴福建“会查闽省纠纷”。1927年7月，福建省政府成立，丁超五任福建省政府委员兼建设厅厅长。任内他感到财政拮据，政治腐败，不久便辞职。
1928年，中国国民党二届四中全会闭幕后，丁超五任民众训练委员会委员。1928年3月，南京国民政府公布《刑法》，成立“中央特种刑事临时法庭”，丁超五任庭长。但因受到蒋介石疑忌，该法庭不久被撤销。

### 第三党成员
1929年，丁超五改任中央编遣委员会山西编遣委员。但他不想受中国国民党“CC”系的监视，乃称病赴上海疗养。在上海期间，他先与中国生产革命党的陈嘉锡、张圣才及中华革命党的陈琢等人发起成立“福建自治协会”，并结识了谭平山。1930年5月，邓演达自国外返回中国，将中华革命党改组为中国国民党临时行动委员会（即所谓“第三党”）。丁超五赞成邓演达建立平民政权、实现“社会主义”的主张，会见了邓演达，履行了加入该党的手续，并在福建籍华侨中做工作。同年，在中国国民党三届三中全会第一次大会上，丁超五递补为中央执行委员。
1931年夏，邓演达利用华侨捐资创办了华东大学，聘丁超五任校长。国民政府当局以该校“主要教职员多系不纯分子，希图赤化青年”为理由，通过上海市教育局勒令该校停办。并将丁超五召到南京，派其赴四川视察党务。1932年春，丁超五奉命赴川，参与调解川军刘湘与刘文辉之争。自四川返回南京后，被派为中国国民党中央训练部副部长，但未就任。其后被派赴南洋的新加坡、菲律宾等地视察侨务。此时得知邓演达遭蒋介石杀害，丁超五十分愤慨，通过第三党的邓次侯向该党领导人称，只要力所能及，愿如既往为该党工作。

### 抗日救亡
九一八事变爆发后，丁超五在菲律宾华侨集会上鼓励华侨拥护国民政府抗战，组织华侨捐款支援中国抗击日本，并且密电中国国民党中央，迅谋国内团结，联络苏联以共同抗日。
1932年，改组后的南京国民政府任命丁超五为立法院立法委员。任内，他先在上海和吴山、许翼公、褚辅城、薛笃弼等人组织“中韩民众大同盟”，派朝鲜人金仲文（原名“奎植”）到美国组织团体，鼓励朝鲜和中国人民联合抗日；随后又派曹励恒赴苏联，要求苏联方面准许中国东北抗日游击队进入苏联境内，并售予枪支弹药。1933年，丁超五与台湾人谢南光创办华联通讯社，丁超五任董事长，发布日本的动态及中国抗日消息、鼓励中国民众抗日救国。1934年，丁超五奉派任中国国民党江西省党务指导专员，但未按蒋介石的意图整顿江西省党务。1935年，任监察院江苏区监察使。1935年11月，在中国国民党第五次全国代表大会上，丁超五连任中央执行委员。
1937年抗日战争爆发后，丁超五随国军撤至重庆，1938年秋辞去政界职务，离开重庆，到昆明闲居。当时，中国国民党中央设立中央赈济会。丁超五受该会委托，回家乡邵武，创办赈济十四厂（造纸厂），任董事长。1941年，福建省发生严重的粮荒，福建籍中国国民党中央委员秦望山、刘通、何公敢等人回福建赈济灾民，丁超五应邀赴南平主持赈务。

### 民联与民革
抗日战争后期，丁超五先后三度赴重庆参加中国国民党中央的会议，和中国共产党领导人董必武、王若飞等人有了接触，并和民主人士谭平山、朱蕴山、柳亚子、邓初民等人交换政见。抗日战争胜利后，丁超五与刘通相约，于1945年10月经陈铭枢、吴艺五介绍，加入三民主义同志联合会（简称“民联”），并参加了民联的成立大会。
1946年3月，丁超五当选福建省参议会议长。同年冬，赴南京开会，再晤董必武，赞成中国共产党对国内和国际局势的分析，表示要利用各种机会反对中国国民党扩大内战。回福建后，丁超五联络福建省参议会内的民主派，反对中国国民党的内战，拒绝拥护“戡乱”通电，拒绝组织福建省戡乱建国动员委员会，呼吁“恢复和平，实行民主，以慰群情，而纾民困。”
1947年，丁超五先后接纳刘朝缙、林鉴修为福建省参议会秘书。刘朝缙、林鉴修后来成为中国共产党地下党员，吸收了“民联”成员多人加入中国共产党，并且掩护民主党派活动，在福建省参议会内外掀起了反征兵、反征粮、反内战的合法斗争。1947年夏，刘通回福建竞选立法委员，介绍林大绥、陈齐瑄、林浩藩等人加入“民联”，并召开一次会议，成立了福建民联筹委会，由丁超五、刘通共同负责，刘通负责与民联中央联系。直到1948年1月，丁超五方才同意南京国民政府在1947年下达的“省戡乱建国动员委员会组织规程草案”，交福建省参议会一届四次大会通过。2月3日，福建省戡乱建国动员委员会成立，按照“规程”，丁超五任主任委员。4月7日，丁超五通过福建省参议会反对闽粮外运，并且推派代表到南京，请求“赋谷留闽，接济民食”。
1947年4月、5月间，中国国民党革命委员会（简称“民革”）中央主席李济深亲自写下两封内容类似的密信，由在香港的刘朝缙分别携带转交在上海的刘通和在福建的丁超五，请丁超五、刘通二人一起负责组织福建“民革”。经商议，福建省成立了包括各方面人士17人在内的临时工作委员会。1947年底，“民联”与“民革”福建地下组织主要人员在福州城内水部土山刘通家中开会，成立了“民革”（和“民联”）福建领导组，成员包括丁超五、刘通、林浩藩、陈齐瑄、林大绥、丁日初、刘朝缙、林鉴修、吴从征、刘侠任等十人，刘通、丁超五任召集人，刘通主持实际工作。自此，福建的“民联”与“民革”开始了一套人马两个名义同时活动。
1949年1月21日，蒋介石宣布引退，李宗仁代理总统。1月22日，丁超五对福州《星闽日报》发表书面谈话，希望南京的中华民国政府真正停止内战，与中国共产党方面谈判，实现真正和平。中国人民解放军发动渡江战役后，中国国民党在福建加紧实行白色恐怖，丁超五掩护中国共产党地下人员吴寿康（谢筱迺）等人，在丁超五家设秘密电台，丁超五帮助进行情报及策反工作。中国人民解放军占领福州前夕，丁超五匿居，拒绝了中国国民党人员强促其全家去台湾。8月17日凌晨，中国人民解放军兵临福州城下时，萨镇冰领衔，丁超五、刘通等七人联名发布《告市民书》，表示拥护中国共产党，迎接中国人民解放军。
中华人民共和国成立后，刘通与林大绥分别自福州、香港赴北京出席“民革”、“民联”、“民促”（中国国民党民主促进会）等的联席会议，将各派组织合并为“中国国民党革命委员会”。民革中央决定成立民革福建省分部，并组织筹备委员会，指定刘通、丁超五、林大绥、丁日初、陈齐瑄、刘侠任、林浩藩、李黎洲、管长镛、陈东生、欧阳烈等11人任筹备委员。后来欧阳烈经劝说退出，增补陈绍宽为筹备委员。

### 人民共和国时期
1949年10月，丁超五任华东军政委员会委员，后兼任华东人民监察委员会委员。1950年10月，任福建省人民政府副主席。1952年后，丁超五因病赴上海疗养，1950年任民革上海市分部筹备委员会召集人，1955年、1958年连续当选为第一、二届民革上海市委主任委员，曾任上海市人民代表、上海市政协委员。1956年后，连任民革第三、四届中央委员。1959年、1964年连续当选为福建省人民委员会副省长。
文化大革命中，丁超五遭到冲击。1967年12月5日，丁超五因脑血栓病逝于上海华东医院，享年84岁。1979年3月，福建省为丁超五平反，举行追悼会。

## 著作
抗日战争前后，丁超五曾潜心研究《易经》，主要著作有：
- 丁超五，易理新诠
- 丁超五，科学的易，1939年，铅印本
  - 丁超五，科学的易，上海：中华书局，1941年
  - 丁超五，科学的易，台北：成文出版社，1976年
  - 丁超五，易经科学探，上海：三联书店，1995年